# شمس العرب تسطع على الغرب (كتاب)
كتاب شمس الله تشرق على الغرب: أثر الحضارة العربية في أوروبة (بالألمانية: Allahs Sonne über dem Abendland: unser arabisches Erbe) هو كتابٌ من تأليف المستشرقة الألمانية سيغريد هونكه يتناول تاريخ العرب وتأثير حضاراتهم وعلمائهم واختراعاتهم على الحضارة الغربية وما نجده في عصرنا هذا مرتبط بالحضارة الإسلامية، وتأثر اللغات الأوروبية باللغة العربية وحضارة الأندلس.

## تقديم المؤلفة للنسخة العربية
وقد قامت بتقديم مقدمة مؤثرة للنسخة العربية من الكتاب حيث قالت: «لم يكن، من قبيل المصادفة بتةٌ أن أكتب أنا السيدة الألمانية هذا الكتاب. فالعرب والألمان لا تربطهم فقط أيام دولتهم القوية، التي انقسمت الآن، والتي بدأت صعودها من جديد بقوة وحيوية وعزم؛ إنما هى رابطة قوية من الفكر والثقافة قد وثّقت العرى بينهما، امتدت جذورها في أعماق التاريخ، واستمرت على مرّ القرون ولا زالت آثارها حتى اليوم.
وقد ظهرت معالم تلك الروابط واتخذت طابع الصداقة والمودة منذ أوقف قيصر ألماني عظيم، سفك الدماء في وقت سادت فيه العداوة والبغضاء بينهما أيام الحروب الصليبية. فأحل بذلك الصداقة المتبادلة محل الكراهية والتعصب والعداء.
ومنذ ذلك الحين نمت أواصر المودة بين ألمانيا والوطن العربي. وعلى الرغم من هذا -أقولهامرارا وتكرارا فإن الناس عندنا لا يعرفون إلا القليل عن جهودكم الحضارية الخالدة ودورها في نمو حضارة الغرب.
لهذا صممت على كتابة هذا المؤلف، وأردت أن أكرم العبقرية العربية وأن أتيح لمواطنيّ فرصة العود إلى تكريمها. كما أردت أن أقدم للعرب الشكر على فضلهم، الذي حرمهم من سماعه طويلا تعصب ديني أعمى وجهل أحمق.
وكم سررت أن يترجم كتابي هذا إلى اللغة العربية حتى أستطيع أن أحدّث مباشرة قلوب العرب بما يعتمل في نفوسنا من المشاعر. وآمل مخلصة أن يحتل هذا الكتاب مكانه في الوطن العربي أيضا كسجل لماضي العرب العظيم وأثرهم المثمر على أوروبة والعالم قاطبة.
وأنتهز هذه الفرصة لأقدم شكري الخاص على كل ما لقيته من مودة أثناء رحلاتي وإقامتي في بلادكم، وأن أكرر الشكر لأصدقائي العديدين من العرب الذين أحاطوني بكرمهم ورعايتهم وعلموني أن أحب العرب والفكر العربي وأعجب بهما.
في 6 أيلول 1962 بون ألمانيا»